# Citadel New Military Cemetery
Citadel New Military Cemetery is een begraafplaats gelegen in de Franse plaats Fricourt (Somme). De militaire graven worden onderhouden door de Commonwealth War Graves Commission.
De begraafplaats telt 363 geïdentificeerde Gemenebest graven uit de Eerste Wereldoorlog.